# 柯西月溪

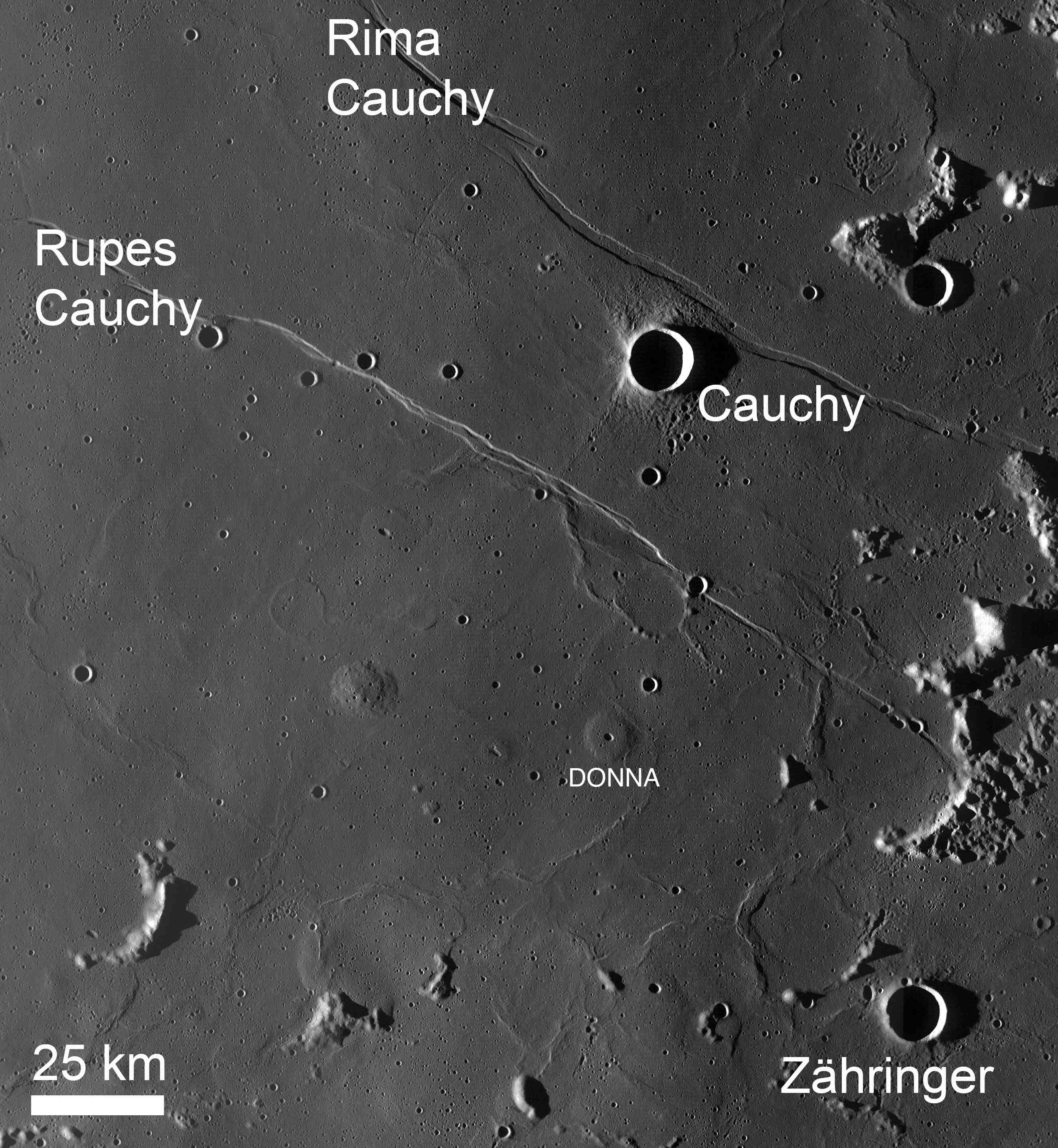
，月球勘测轨道飞行器拍摄柯西月溪

柯西月溪（Rimae Römer）是月球正面静海东部，位于柯西陨石坑东北的一条宽阔的沟槽，它得名于所靠近的柯西陨石坑。从该陨坑的东北侧呈线状般穿过静海东部，一直延伸至劳伦斯陨石坑的北侧边缘，全长约167公里，涵盖区域南北横跨3.59度、东西相距4.39度，其中心月面坐标为10°25′N 38°04′E / 10.42°N 38.07°E。

## 另请参阅
- 鲁克尔, 安东宁. . 布拉格: 阿文蒂诺. 1991. ISBN 80-85277-10-7.

## 相关文章
- 月球表面特征列表